# Batracomorphus janus
Batracomorphus janus är en insektsart som beskrevs av Knight 1983. Batracomorphus janus ingår i släktet Batracomorphus och familjen dvärgstritar. Inga underarter finns listade i Catalogue of Life.